# Sigve Lie
Sigve Lie (ur. 1 kwietnia 1906 w Haugesund, zm. 18 marca 1958 w Oslo) – norweski żeglarz sportowy. Dwukrotny medalista olimpijski.

## Kariera sportowa
Brał udział w dwóch igrzyskach (IO 48, IO 52), na obu zdobywał złote medale w klasie Dragon. Podczas obu startów załogę tworzyli również Thor Thorvaldsen i Håkon Barfod. Płynęli na łodzi Pan.